# Demirhisar (1907)
Demirhisar – turecki torpedowiec z początku XX wieku, jedna z czterech zbudowanych we Francji jednostek typu Demirhisar. Okręt został zwodowany w 1907 roku w stoczni Schneider & Cie w Chalon-sur-Saône i w tym samym roku wcielono go w skład marynarki Imperium Osmańskiego. Torpedowiec wziął udział w wojnie włosko-tureckiej, I wojnie bałkańskiej i I wojnie światowej, podczas której został utracony po wejściu na skały nieopodal Chios 16 kwietnia 1915 roku.

## Projekt i budowa
Kontrakt na budowę czterech torpedowców typu Demirhisar (a także czterech niszczycieli typu Samsun) podpisano 22 stycznia 1906 roku. Okręty zostały ostatecznie zamówione przez Turcję we Francji 25 października 1906 roku. Jednostki były identyczne z budowanymi dla Marine nationale torpedowcami typu 38-metrowego Nr 309–311 i 353–358.
„Demirhisar” zbudowany został w stoczni Schneider & Cie w Chalon-sur-Saône. Stępkę okrętu położono w 1906 roku, a zwodowany został w 1907 roku .

## Dane taktyczno-techniczne
Okręt był torpedowcem z kadłubem wykonanym ze stali. Długość całkowita wynosiła 40,2 metra (38 metrów między pionami), szerokość 4,4 metra i zanurzenie 1,9 metra . Wyporność normalna wynosiła 97–97,5 tony, a pełna 101 ton . Jednostka napędzana była przez pionową trzycylindrową maszynę parową potrójnego rozprężania Schneider & Cie o mocy 2200 KM, do której parę dostarczały dwa kotły wodnorurkowe du Temple . Prędkość maksymalna napędzanego jedną śrubą okrętu wynosiła 26 węzłów. Zapas węgla wynosił 11,2 tony.
Na uzbrojenie artyleryjskie jednostki składały się dwa pojedyncze działka kalibru 37 mm Hotchkiss QF L/20 z zapasem 200 nabojów . Broń torpedową stanowiły trzy wyrzutnie kalibru 450 mm: jedna stała na dziobie i zamontowany na pokładzie podwójny obracalny aparat torpedowy, z łącznym zapasem pięciu torped .
Załoga okrętu składała się z 3 oficerów i od 17 do 20 podoficerów i marynarzy .

## Służba
„Demirhisar” został wcielony do składu marynarki wojennej Imperium Osmańskiego w 1907 roku w Stambule . W maju 1909 roku wziął udział w pierwszych manewrach floty tureckiej na Morzu Marmara. 1 października 1911 roku, po wybuchu wojny włosko-tureckiej, „Demirhisar” wraz z niszczycielami „Samsun”, „Basra”, „Yarhisar” i „Taşoz” wszedł w skład zespołu floty osmańskiej skierowanego do obrony Dardaneli (składającego się oprócz nich z pancerników „Barbaros Hayreddin”, „Turgut Reis” i „Mesudiye”), jednak już nazajutrz wszystkie okręty powróciły do Stambułu w celu dokonania koniecznych napraw i pobrania zaopatrzenia. Na pozycje obronne flota osmańska powróciła 12 października, nie przejawiając większej aktywności do końca konfliktu.
Podczas I wojny bałkańskiej, 22 lutego 1913 roku „Demirhisar” wchodził w skład zespołu okrętów, którego zadaniem było odwrócenie uwagi od działań krążownika „Hamidiye” poszukującego bułgarskich statków handlowych (w jego skład wchodziły ponadto krążownik „Mecidiye”, niszczyciele „Yarhisar”, „Muâvenet-i Milliye” i „Gayret-i Vataniye” oraz torpedowiec „Hamidabad”). 3 marca „Demirhisar” i „Sultanhisar” opuściły Dardanele i udały się pod wybrzeże Anatolii w celu odnalezienia greckiego okrętu podwodnego „Delfin”, a 9 marca „Demirhisar” i „Hamidabad” patrolowały rejon Dardaneli.
W momencie wybuchu I wojny światowej torpedowiec był już mocno wyeksploatowany i zdolny był do osiągnięcia prędkości zaledwie 16 węzłów . Załogę „Demirhisara” stanowiło wówczas 4 Niemców i 32 Turków. 10 marca 1915 roku okręt z oficerem niemieckim, kpt. mar. (niem. Kapitänleutnant) Freiherrem von Fricksem na pokładzie wyszedł z Çeşme i udał się do Izmiru, z rozkazem zaatakowania napotkanych wrogich jednostek znajdujących się na Morzu Egejskim. W rejonie przylądka Baba „Demirhisar” napotkał krążownik i transportowiec wodnosamolotów, po czym wystrzelił w ich kierunku torpedę, która trafiła w przewożący ładunek drewna zbudowany w 1898 roku ex-niemiecki parowiec „Aenne Rickrners” (4083 BRT), lekko uszkadzając statek. Po długotrwałym remoncie przeprowadzonym w Izmirze, w nocy z 15 na 16 kwietnia okręt wyszedł z portu z misją rozpoznawczą. Unikając patrolujących jednostek brytyjskich (m.in. krążownika HMS „Minerva” i niszczycieli), 16 kwietnia o godzinie 10:00 torpedowiec zatrzymał zbudowany w 1898 roku brytyjski transportowiec „Manitou” o pojemności 6894 BRT, przewożący 650 żołnierzy i 615 koni ze Skiros na Gallipoli. Kapitan torpedowca nakazał Brytyjczykom opuszczenia statku w ciągu zaledwie dziesięciu minut, a następnie wystrzelił w kierunku transportowca dwie torpedy. Obie nie eksplodowały, lecz w wyniku paniki i pospiesznej ewakuacji utonęło 51 osób. Statek udał się w dalszą podróż, a pościg za „Demirhisarem” podjęły brytyjskie okręty: HMS „Minerva” oraz niszczyciele HMS „Jed”, HMS „Kennet” i HMS „Wear” . Rozwijając zaledwie prędkość 12 węzłów „Demirhisar” uciekając wpadł na skały nieopodal wyspy Chios i uległ zniszczeniu w wyniku ostrzału artyleryjskiego okrętów brytyjskich i następnie wysadzenia wraku przez oddział abordażowy, a większa część załogi (1 Niemiec i 23 Turków) została internowana przez Greków.